# ウォリス語
ウォリス語（French–Wallisian）とは、フランス領ウォリス・フツナで話されている言語。ウォリス・フツナ諸島地域では、フツナ語も用いられる。